# Метеоритный
Метеори́тный — село в Красноармейском районе Приморского края, входит в состав Измайлихинского сельского поселения.

## География
Метеоритный стоит в долине реки Маревка, до правого берега около 2 км.
Расстояние до районного центра Новопокровка (через Новокрещенку) около 53 км.
Ближайший город — Дальнереченск, расстояние до него около 70 км (через Лукьяновку и Гоголевку Красноармейского района).
На восток от Метеоритного идёт дорога к административному центру сельского поселения селу Измайлиха, расстояние около 10 км.

## История
До 1972 года село называлось Бейцухе́. После вооружённого конфликта за остров Даманский было переименовано в Метеоритный. В 2002—2011 годах село носило название Метеоритное.

## Население
| 2002 | 2005 | 2010 |
| ---- | ---- | ---- |
| 189  | ↘187 | ↘146 |

## Улицы
| - пер. Зелёный, - пер. Тихий, | - ул. Больничная, - ул. Школьная. |

## Сихотэ-Алинский метеорит

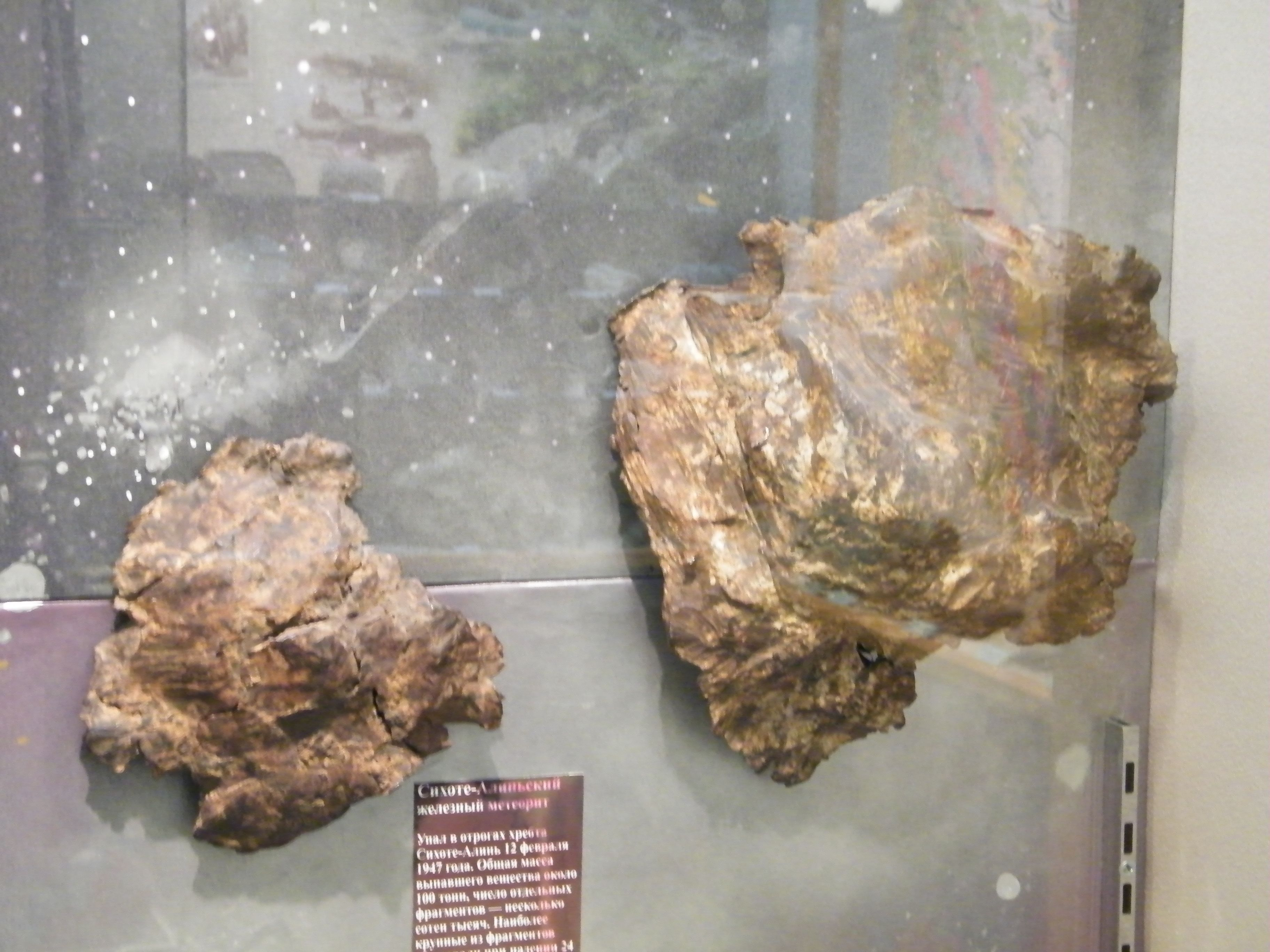
Фрагменты Сихотэ-Алинского метеорита в Хабаровском краевом музее имени Н. И. Гродекова

12 февраля 1947 года рядом с посёлком упал Сихотэ-Алинский метеорит, образовалось Сихотэ-Алинское метеоритное кратерное поле.